# Spellcasting 101: Sorcerers Get All the Girls
Spellcasting 101: Sorcerers Get All The Girls (с англ. — «Чародейство 101: Всем девушкам нравятся колдуны») — первая часть серии текстовых квестов Spellcasting созданных Стивом Мерецки во время его работы в Legend Entertainment. Все три части описывают похождения молодого Эрни Иглбика, студента престижного Колдовского университета. Игры описывают как он прогрессирует в своих занятиях, изучает тайны магии, является частью студенческой жизни, иногда спасает мир и постоянно пытается завести в постель любую ближайшую девушку.
Позже были выпущены сиквелы: Spellcasting 201: The Sorcerer’s Appliance (с англ. — «Прибор Колдуна») и Spellcasting 301: Spring Break (с англ. — «Весенние каникулы»).

## Игровой процесс
Spellcasting 101 является текстовым квестом. Но в отличие от других подобных игр от Legend Entertainment, игра работает в графическом режиме EGA. Хотя традиционный ввод команд посредством клавиатуры всё ещё возможен, игрок также может собрать команды из слов отображённых на экране с помощью мыши. Также, в графическом окне отображается текущее местоположение, и некоторые операции можно совершить щёлкнув кнопкой мыши на различные части изображения. Ещё одно окно отображает «компасную розу», которая не только позволяет перемещаться в определённых направлениях, но и показывает возможные направления движения.
В отличие от многих текстовых квестов, в Spellcasting 101 играет звук.
Как и более ранняя игра Мерецки Leather Goddesses of Phobos, Spellcasting 101 предлагает игроку два режима (для детей и взрослых). В «хорошем» режиме (по умолчанию), женщин встреченных Эрни можно удовлетворить развлечениями, работой и другими действиями. В «плохом» режиме, эти же ситуации разрешаются половым путём. В этом режиме, некоторые изображения также имеют более откровенный (но не порнографический) характер. Следует заметить что некоторые наводящие слова и слова с двойным значением появляются и в «хорошем» режиме и их понимание необходимо для продвижения игры. Например, во время приготовления для вечеринки, Эрни получает от другого студента заклинание, увеличивающее размер бюста (имеется в виду женская грудь), и использует его, чтобы увеличить каменный бюст (статую) для использования его в качестве лестницы. Это означает, что игра может быть непроходима для более молодых игроков, не понимающих эти тонкости.

## Сюжет
Эрни Иглбик только что окончил школу городка Порт-Гекко. Он безуспешно пытается ухаживать за своей красивой соседкой Лолой Тигербелли, и у него довольно плохие отношения с его отчимом Джои Роттенвудом. Его удручающая полоса жизни наконец кончается когда его принимают в Колдовской университет, престижную школу магии. После яркого побега из дома Роттенвуда, включая ходьбу голышом и толкание старушек, Эрни добирается до КУ и вступает на первый курс.
Жизни первокурсника Эрни состоит из изучения магии, удивления падающим качеством студенческой газеты, исследования университета и сближения с такими интересными дамами как дочь ректора Гретчен Сноубанни и Хиллари, молодая жена пожилого советника Отто Тикингклока. Всё хорошо, пока однажды на КУ не нападают загадочные злодеи, которые похищают Тикингклок и Прибор Колдуна — могущественное волшебное устройство, которое может стать очень опасным в злых руках. Как всегда, участь спасателя падает на Эрни.
Вооружившись своей верной книгой заклинаний и волшебной управляемой доской для сёрфинга, Эрни направляется на несколько островов Физзбаттлового океанана поиски предметов, которые помогут ему проникнуть в злобный Форт Чёрная Палочка. На острове Затерянных Подошв, он спасает проклятые души жильцов (игра слов — «sole» означает «подошва», а «soul» означает «душа»; произносятся оба слова одинаково). На острове Где Время Идёт Вспять, ему приходится стараться не уничтожить вселенную временными парадоксами. На острове Озабоченных Женщин, он узнаёт что действительно бывает слишком много женского внимания. В Ресторане на краю Океана, он становится свидетелем шести стадий жизни ресторана. На острове Богов, он узнаёт что богиням тоже нужна любовь. И везде он находит места где некогда находились Великие Приспособления, необходимые для использования Прибора Колдуна, но которых более там нет.
С помощью новых заклинаний и приобретённых предметов, Эрни пробирается в форт и встречает организатора кражи Прибора Колдуна, которым оказывается никто иной кроме как его отчим. В эпическом сражении, Эрни удаётся отключить систему самоуничтожения Прибора, закопав его, вместе с Роттенвудом, в кучу китового помёта. Он освобождает всех заключённых, включая своего настоящего отца, которого он считал мёртвым. Все возвращаются в университет, где наш герой… получает нагоняй за безответственность и внушительный счёт, а также теряет Лолу, которая решает заняться шопингом. Но хотя бы Эрни позволяют продвинуться на второй курс.